# Kazimierz Krysiak

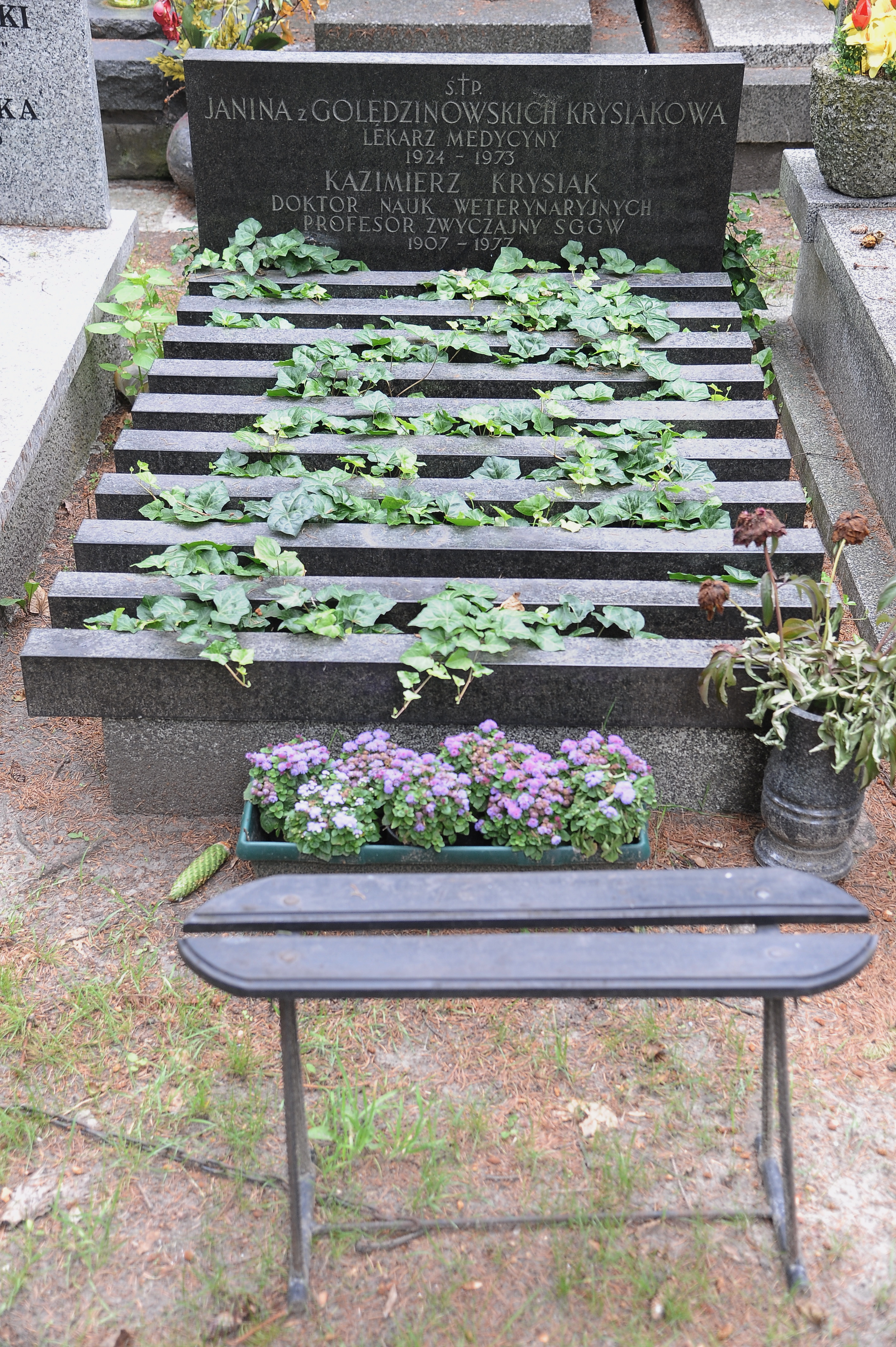
Grób Kazimierza Krysiaka na warszawskim cmentarzu Wojskowym na Powązkach w Warszawie

Kazimierz Krysiak (ur. 4 listopada 1907 w Dzięciołach Bliższych, zm. 16 lipca 1977 w Warszawie) – polski lekarz i lekarz weterynarii, rektor Szkoły Głównej Gospodarstwa Wiejskiego.

## Życiorys
Urodził się w rodzinie chłopskiej Wincentego i Kazimiery Mosiej, miał trzech braci: Jana, Franciszka i Józefa. Odbył studia medyczne i weterynaryjne w Uniwersytecie Warszawskim. W 1932 otrzymał dyplom lekarza weterynarii i rozpoczął pracę w Katedrze Anatomii Zwierząt Wydziału Weterynaryjnego UW jako asystent. W macierzystej uczelni uzyskał stopień doktora (1935) oraz habilitował się z zakresu anatomii zwierząt (1939).
Lata 1944–1947 spędził w Lublinie prowadząc badania w Uniwersytecie Lubelskim, gdzie jesienią 1944 został powołany na profesora nadzwyczajnego. Pełnił funkcję kierownika Katedry Anatomii Zwierząt oraz w latach 1945–1946 dziekana Wydziału Weterynaryjnego. W 1947 otrzymał tytuł profesora zwyczajnego. W tym samym roku powrócił do Warszawy pracując początkowo w Uniwersytecie Warszawskim, a od 1952 w Szkole Głównej Gospodarstwa Wiejskiego. W latach 1952–1954 pełnił funkcję dziekana Wydziału Weterynaryjnego, a w 1955 został wybrany na stanowisko rektora SGGW. Godność tę pełnił do 1962.
Zakres pracy naukowej profesora obejmował przede wszystkim anatomię ssaków. Szczególnie interesował się anatomią aparatu ruchowego i przemianami zachodzącymi w mięśniach i ścięgnach. Zajmował się także archeozoologią oraz naukowymi podstawami ochrony przyrody. Kierował pracami nad ochroną i biologią żubra w Polsce. Był współorganizatorem Ośrodka Badawczego nad Anatomią Żubra przy Katedrze Anatomii Zwierząt UW.
Członek korespondent Towarzystwa Naukowego Warszawskiego (od 1951), zastępca przewodniczącego Komitetu Zoologicznego Polskiej Akademii Nauk (1968–1977).
Był mężem Janiny z Golędzinowskich (1924–1973), lekarza medycyny.
Zmarł w Warszawie, pochowany obok żony na cmentarzu Wojskowym na Powązkach (kwatera C21-7-3).

## Wybrane publikacje naukowe
- Umięśnienie u Maccacus rhesus (1936)
- Stosunki mięśniowo-ścięgnowe w rozwoju rodowym i osobniczym (1937)
- Studia nad anatomią głowy psa (1938)
- Szczątki zwierzęce z osady neolitycznej w Ćmielowie (1950)
- The European Bison in Poland (1960)
- The History of the European Bison in the Białowieża Forest and the Results of Its Protection (1967)
- Anatomia zwierząt (1975)

## Ordery i odznaczenia
- Krzyż Kawalerski Orderu Odrodzenia Polski (30 września 1952)[4]
- Złoty Krzyż Zasługi[1]
- Medal 30-lecia Polski Ludowej[1]
- Medal 10-lecia Polski Ludowej (19 stycznia 1955)[5]
- Złota Odznaka honorowa „Za zasługi dla Warszawy”[1]
- Odznaka Honorowa Polskiego Towarzystwa Nauk Weterynaryjnych „Pro Scientia Veterinaria Polona”[1]